# Bandiera delle Isole Marianne Settentrionali
La bandiera delle Isole Marianne Settentrionali è stata adottata il 4 luglio 1976.
Come altri Stati del Pacifico la bandiera delle Isole Marianne ha un campo blu.
La bandiera raffigura una pietra lavorata tipica del popolo Chamorro con intorno una ghirlanda (aggiunta nel 1981), il tutto sovrastato da una stella bianca che rappresenta il dominio americano.